# Blasco Giurato
Pour les articles homonymes, voir Giurato.
Blasco Giurato (né le 7 juin 1941 à Rome et mort dans cette même ville le 26 décembre 2022) est un directeur de la photographie italien.
Il est notamment connu pour avoir travaillé sur des films de Giuseppe Tornatore : Cinema Paradiso (1988) qui lui vaut une nomination au British Academy Film Award de la meilleure photographie et Une pure formalité (1994) avec lequel il remporte le Globe d'or de la meilleure photographie. Il est aussi nommé pour le David di Donatello du meilleur directeur de la photographie pour son travail dans Il carniere (1997) de Maurizio Zaccaro.
Giurato est le frère du journaliste Luca Giurato (en) et l'auteur-compositeur-interprète Flavio Giurato (it).